# Benjamin Hudson
Benjamin Hudson (* 14. Juni 1950 in Decatur (Illinois)) ist ein US-amerikanischer Violinist.

## Leben
Benjamin Hudson wuchs in Kalifornien auf. Er studierte am Cleveland Institute of Music und an der University of South California. Zu seinen Lehrern gehörten Donald Weilerstein, Oscar Shumsky, Josef Gingold, Joseph Silverstein, Eudice Shapiro und Henryk Szeryng. Er war das jüngste Mitglied des Los Angeles Chamber Orchestra unter der Leitung von Neville Marriner.
Von 1975 bis 1995 lebte er in New York, wo er ab 1977 Erster Violinist des von ihm mitgegründeten Columbia String Quartets war. Ebenso war er Erster Violinist von Speculum Musicae.
In die New Yorker Zeit fiel auch seine Tätigkeit als Konzertmeister des Brooklyn Philharmonic (1977–1995) und des Clarion Chamber Orchestra. Ebenso war er Konzertmeister des Carnegie Hall's New York Pops Orchestra sowie des Dance Theatre of Harlem Orchestra. In Schweden war er Konzertmeister des Orchesters des Hoftheaters von Drottningholm. Ferner war er von 1988 bis 1995 Konzertmeister der Hanover Band in London.
Hudson arbeitete mit Dirigenten wie James Levine und Dennis Russell Davies zusammen.
1995 wurde er Konzertmeister und Direktor des Stuttgarter Kammerorchesters, das damals von Dennis Russell Davies geleitet wurde. In dieser Position blieb er bis 2011. Danach wechselte er zum Oberlin-Konservatorium für Musik, wo er Violine und Barockvioline lehrte und das Barock-Orchester des Konservatoriums leitete. Außerdem tourte er durch Europa und die Vereinigten Staaten.
Einerseits auf zeitgenössische Musik spezialisiert, spielte Hudson andererseits auch Barock- und klassische Musik auf Instrumenten aus der Entstehungszeit der Stücke. Mit dem Stuttgarter Kammerorchester nahm er sämtliche Violinkonzerte Johann Sebastian Bachs auf, ferner die Brandenburgischen Konzerte und die Kunst der Fuge. Mendelssohns Violinkonzert nahm er mit der Hanover Band auf, mit Mary Verney hat er sämtliche Violinsonaten Beethovens eingespielt. Ferner ist er auf Aufnahmen mit Kompositionen von Elliott Carter, Charles Wuorinen, Morton Feldman, John Cage, Steve Reich, John Adams und Philip Glass zu hören. Ab 2015 war er am California Institute of the Arts tätig; außerdem entstanden in dieser Zeit Aufnahmen in den größeren Filmstudios von Los Angeles.
Ab 2005 fungierte Hudson oft gastweise als Konzertmeister des Bayerischen Radiosymphonieorchesters in München, des Radio-Sinfonieorchesters des SWR in Stuttgart und des Radiosinfonieorchesters des WDR in Köln. Im Jahr 2008 war er unter Russell Davies Konzertmeister des Basler Sinfonieorchesters.
Seit 2018 lebt Benjamin Hudson in Berlin; mittlerweile hat er sich in den Ruhestand zurückgezogen.